# Tętnica kręgowa

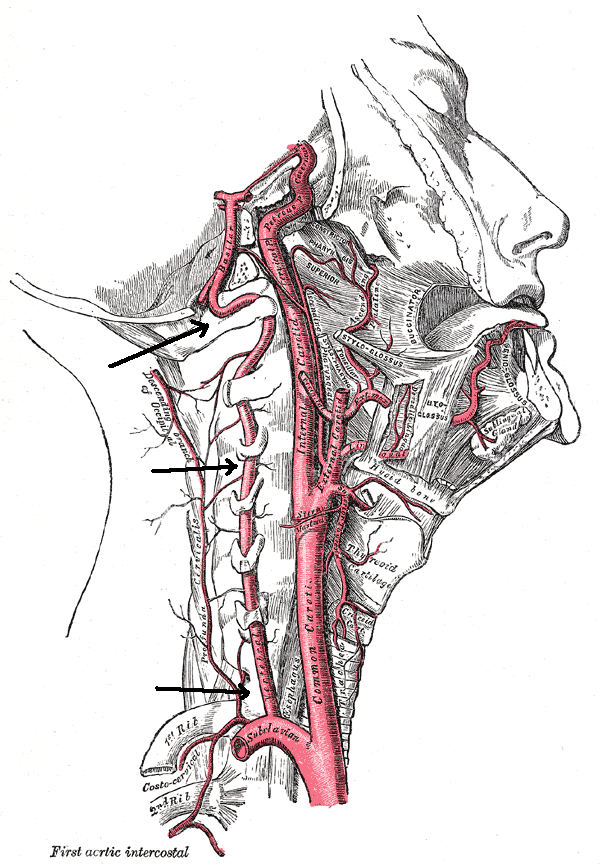
Tętnica kręgowa zaznaczona strzałkami.

Tętnica kręgowa (łac. arteria vertebralis) – w anatomii człowieka parzysta tętnica unaczyniająca głowę i szyję.
Odchodzi od tętnicy podobojczykowej, będąc jej pierwszą gałęzią. Kieruje się ku górze, wchodzi do otworu wyrostka poprzecznego szóstego kręgu szyjnego i biegnie dalej ku górze w otworach wyrostków poprzecznych kręgów szyjnych wraz z żyłami oraz nerwami splotu szyjnego. Pomiędzy pierwszym a drugim kręgiem tętnica opuszcza kręgosłup, wytwarzając na kręgu szczytowym bruzdę. Na powierzchni kości potylicznej obie tętnice łączą się w gałąź końcową – tętnicę podstawną. Lewa tętnica jest zazwyczaj grubsza od prawej. Tętnicy kręgowej towarzyszy otaczający ją splot kręgowy tworzony przez nerwy kręgowe pochodzące ze zwoju szyjno-piersiowego (gwiaździstego) i zwoju kręgowego.
Tętnica kręgowa oddaje następujące gałęzie:
- gałęzie części szyjnej:
  - gałęzie mięśniowe do głębokich mięśni szyi i mięśni karku,
  - gałęzie rdzeniowe do rdzenia kręgowego,
  - gałąź oponowa – odchodzi pomiędzy kością potyliczną a kręgiem szczytowym; zaopatruje oponę twardą,
- gałęzie części czaszkowej:
  - tętnica rdzeniowa przednia i tętnica rdzeniowa tylna – biegną ku dołowi zaopatrując rdzeń kręgowy,
  - tętnica dolna tylna móżdżku – zaopatruje rdzeń przedłużony, móżdżek oraz wysyła gałązki do dna komory czwartej,
- gałąź końcowa, powstała z połączenia obu (prawej i lewej) tętnic kręgowych – tętnica podstawna.